# Cochlicellini
Cochlicellini is een tribus van weekdieren uit de klasse van de Gastropoda (slakken).

## Taxonomie
De volgende geslachten zijn in de  geslachtengroep ingedeeld:
- Cochlicella Férussac, 1821
- Monilearia Mousson, 1872
- Obelus Harmann, 1842
- Prietocella Schileyko & Menkhorst, 1997

## In Nederland waargenomen soorten
In Nederland komen slechts twee soorten uit deze familie voor, alle twee zijn ze zeldzaam. 
- Genus: Cochlicella
  - Cochlicella acuta - (Slanke duinhoren)
  - Cochlicella barbara - (Bolle duinhoren)